# Martella mutillaeformis
Martella mutillaeformis là một loài nhện trong họ Salticidae.
Loài này thuộc chi Martella. Martella mutillaeformis được Władysław Taczanowski miêu tả năm 1878.